# Quake 3 Arena
Quake 3 Arena (eng. Quake III Arena, poznata i kao Q3A) je multiplayer računalna pucačina u prvom licu koju je proizveo razvojni tim id Softwarea, a izdao Activision 2. prosinca 1999. godine. Radi se o trećoj igri iz Quake serijala koja se od prva dva dijela razlikuje po tome što je fokusirana gotovo isključivo na multiplayer način igranja, dok je single-play način igranja u drugom planu.

## Opcije igranja

### Singleplayer (Jedan lik)
Singleplayer način igranja je podređen multiplayeru i služi kao trening stjecanja vještine za igranje u multiplayer načinu. Način igranja s jednim likom protiv AI-ja sastoji se od šest rangova po četiri arene u kojima se igrač suprotstavlja različitim neprijateljima od kojih svaki ima drugačiji zadane načine borbe.

### Multiplayer (Više igrača)
Glavni fokus treće inkarnacije igrice iz Quake serijala jest multiplayer u kojem se igrač sukobljava s drugim igračima preko interneta.